# Anageshna
Anageshna é um gênero de mariposa pertencente à família Crambidae.